# Aseb
Aseb sau Assab  este un oraș  în  partea de sud-est a Eritreei,  centru administrativ al regiunii  Debubawi Keyih Bahri (Marea Roșie de Sud). Port la Marea Roșie.